# 2006 RH120
2006 RH120 – mała planetoida przechwycona w roku 2006 tymczasowo przez pole grawitacyjne Ziemi, należąca do grupy Apolla. Wcześniej do 18 lutego 2008 roku obiekt nosił oznaczenie 6R10DB9.
Obiekt odkryto 14 września 2006 w obserwatorium w Arizonie w ramach programu Catalina Sky Survey. Miał wtedy jasność około 19,3m.
Początkowo przypuszczano, że 2006 RH120 jest fragmentem rakiety, pozostałym po misjach z lat 60. lub 70. XX wieku. Przemawiała za tym mała inklinacja na orbicie wokół Słońca i jego czas obiegu, wynoszący około 11 miesięcy. Pomiary pozycji obiektu wskazały, że jest to raczej fragment skały o promieniu około 3–4 m – trajektoria metalowego fragmentu rakiety podlegałaby większemu wpływowi ciśnienia promieniowania słonecznego.
Podczas ostatniego zbliżenia pomiary spektroskopowe pozwoliły z większą pewnością ustalić naturę tego obiektu. Jednak ze względu na niewielką jasność i dużą prędkość kątową obiekt mógł być obserwowany tylko przez największe obserwatoria astronomiczne.
Aktualnie obiekt opuścił swą niestabilną orbitę okołoziemską. W czerwcu 2007 roku, bezpośrednio po przejściu przez perygeum swej tymczasowej orbity, uzyskał odpowiednio dużą prędkość, aby wrócić na orbitę okołosłoneczną. Czas obrotu 2006 RH120 wokół własnej osi wynosi zaledwie około 2 minuty i 45 sekund (są też informacje o wolniejszej rotacji trwającej 3–4 godz.).
Podczas przejęcia przez grawitację Ziemi w latach 2006–2007 planetoida czterokrotnie okrążyła Ziemię.
Pierwszy raz osiągnęła perygeum 11 września 2006, 3 dni przed jej odkryciem, w odległości 839 000 kilometrów, drugi raz 3 stycznia 2007 w odległości 533 tys. km, trzeci natomiast 25 marca w odległości 353 tys. km. Czwarte, zarazem ostatnie i najbliższe zbliżenie ciała do Ziemi nastąpiło 14 czerwca 2007. Obiekt w czasie swojego ostatniego obiegu wokół Ziemi znalazł się wewnątrz orbity księżycowej, osiągając 14 czerwca 276 tys. km (0,7202 średniej odległości Księżyca od Ziemi).
2006 RH120 prawdopodobnie gościł już wcześniej w pobliżu Ziemi, osiągając w maju 1969 odległość 0,043 j.a., w maju 1979 0,014 j.a., a w grudniu 1992 roku 0,078 j.a. Powrót w pobliże Ziemi spodziewany jest na rok 2028 (odległość 0,027 j.a.).